# Roskilde Bank
Roskilde Bank var en lokal bank, der havde filialer over det meste af hovedstadsregionen og hovedsæde i Roskilde. Den lukkede i 2008.
Roskilde Bank blev grundlagt i 1884 og i 1996 fusioneret med Ringsted Sparekasse. Bankaktiviteterne er som følge af insolvens den 24. august 2008 blevet overtaget af Nationalbanken og Det Private Beredskab til Afvikling af Nødlidende Banker, Sparekasser og Andelskasser. Banken er formelt noteret på Københavns Fondsbørs, men handlen er suspenderet. Banken havde omkring 32.000 aktionærer. Banken var ifølge Finansrådets opgørelse Danmarks 10. største pengeinstitut.
I 2007 kom banken i søgelyset for at opkøbt egne aktier, men blev i en revisionsrapport frikendt, selv om den dog havde overtrådt reglerne om indberetning til Finanstilsynet.
Roskilde Bank var inspiration for Lise Nørgaard til den fiktive Korsbæk Bank i tv-serien Matador, og derfor er det ironisk at bestyrelsesformanden (se infoboks) Peter Müller er lokal manufakturhandler.

## Krisen i 2008
Den 10. juli 2008 meddelte banken, at ledelsen i forbindelse med gennemgang af lån og garantier ved udarbejdelse af halvårsregnskabet, måtte konstatere, at der skulle foretages væsentligt større nedskrivninger end hidtil antaget. Årsagen skyldes meget omfattende tab på specielt det danske ejendomsmarked. Derfor havde banken anmodet Nationalbanken om tilsagn om likviditet og Fondsbørsen om at overføre bankens aktier til observationslisten. Nationalbankens likviditetsgaranti blev givet på en række betingelser, der indebærer, at banken skal arbejde målrettet på et helt eller delvist salg af banken samt, at likviditetsgarantien ikke må anvendes til kommercielle formål.
Få måneder før udstedelsen af garantien, udnyttede tre direktører i Roskilde Bank, tidligere administrerende direktør Niels Valentin Hansen, Arne Wilhelmsen og Stig Bo Jensen, deres optionsprogram og tjente samlet 55 millioner.
Banken har blandt andet angiveligt givet et lån på 750 millioner kroner til Kenneth Schwartz Thomsen, der kontrollerer selskabet
Thorion Invest med en værdi på to milliarder. Herunder et lån på næsten 100 mio. kr. få dage før bankens nedtur.
Skat og Bagmandspolitiet har per 2008 kig på Kenneth Schwartz Thomsen for skattekriminalitet af særlig alvorlig karakter.
Derudover har tre af byggematadoren Jørgen Olsens store fejlslagne ejendomsprojekter gæld på tilsammen op mod 500 millioner kr. Det var den samme Jørgen Olsen, hvis fejlslagne byggeprojekter og konkurs i 1984, der trak den daværende Kronebanken med i faldet .

## Administrerende direktører
- Niels Valentin Hansen (1978-2007).
- Søren Kaare-Andersen (2007-)

## Nationalbanken overtager Roskilde Bank
Den 24. august 2008 meddelte Nationalbanken officielt at den sammen med Det Private Beredskab til Afvikling af Nødlidende Banker, Sparekasser og Andelskasser overtager banken , da den er insolvent og der ikke kunne findes en køber. Det er første gang siden 1928 (Landmandsbanken) at staten og Nationalbanken overtager en bank, og overtagelsen kaldes af den grund historisk af professor på Copenhagen Business School, Per H. Hansen. Professoren mener, at det efter alt at dømme bliver en dyr fornøjelse for skatteyderne – hvor dyrt, afhænger af, hvor meget eventuelle fremtidige købere er villige til at betale for banken. Tabet antages at ligge mellem 3-6 milliarder kr, men der cirkulerer påstande om at tabet i værste fald kan løbe op i 37 milliarder kr. Dertil kommer at 33.000 aktionærer står til at miste deres penge. . Økonomiminister Bendt Bendtsen har tidligere sendt et andragende til finansudvalget i Folketinget om en garanti, hvor ministeren anslog at det kunne blive op til en 10-12 milliarder kroner. Ifølge professor Per H. Hansen kan det vise sig ikke at være nok. Han forklarer Nationalbankens højest utraditionelle handling med frygt for, at der vil opstå mistillid til hele banksystemet, hvor indskyderne begynder at trække deres penge ud af bankerne, hvis man lod banken gå konkurs.
"Det store spørgsmål er, om det virkelig vil ske, når der er tale om en forholdsvis lille bank som Roskilde Bank. Jeg tror det ikke. Problemet er nu, hvordan man i fremtiden undgår, at bankledelser kalkulerer med, at hvis de kører deres bank i sænk, så træder Nationalbanken til", siger Per H. Hansen.

## Frygt for at Nationalbankens handling skal danne præcedens
"Hvad nu, hvis der kommer flere lokale banker, som viser sig at være i samme situation som Roskilde Bank, når først bøgerne bliver gået grundigt igennem? Så kan det blive rigtig dyrt for skatteyderne" siger professor Per H. Hansen.
Om Danmarks Nationalbank og dermed også den danske stat til enhver tid vil redde andre banker, der kommer i økonomiske vanskeligheder, vil nationalbankdirektør Nils Bernstein ikke love.

## Salg af filialer
29. september 2008 indgik Roskilde Bank aftale om salg af i alt 21 filialer, deraf 9 filialer til Nordea, 7 filialer til Spar Nord Bank og 5 filialer til Arbejdernes Landsbank. Det samlede salg omfatter udlån på i alt ca. 10 mia. kr og samlede indlån på ca. 5 mia. kr. De omhandlede filialer beskæftiger mere end 300 medarbejdere, som forventes at fortsætte deres ansættelse hos de nye ejere  . Aftalen, der var forhåndsgodkendt af Nationalbanken og Det Nationale Beredskab, skal efterfølgende godkendes af Finanstilsynet og andre myndigheder. Salget forventes ikke af give overskud til aktionærerne.

## Afvikling
10. august 2009 blev Roskilde Bank overdraget til statens afviklingsselskab for finansielle virksomheder, Finansiel Stabilitet A/S.